# Новоандріївка (Первомайський район)
Новоандрі́ївка — село в Україні, у Кам'яномостівській селищній громаді Первомайського району Миколаївської області. Населення становить 123 особи.

## Населення

### Мова
Розподіл населення за рідною мовою за даними перепису 2001 року:
| Мова       | Кількість | Відсоток |
| ---------- | --------- | -------- |
| українська | 117       | 95.12%   |
| російська  | 4         | 3.25%    |
| румунська  | 2         | 1.63%    |
| Усього     | 123       | 100%     |